# Канюк-рибалка
Каню́к-рибалка (Busarellus nigricollis) — вид яструбоподібних птахів родини яструбових (Accipitridae). Мешкає в Мексиці, Центральній і Південній Америці. Це єдиний представник монотипового роду Канюк-рибалка (Busarellus).

## Опис

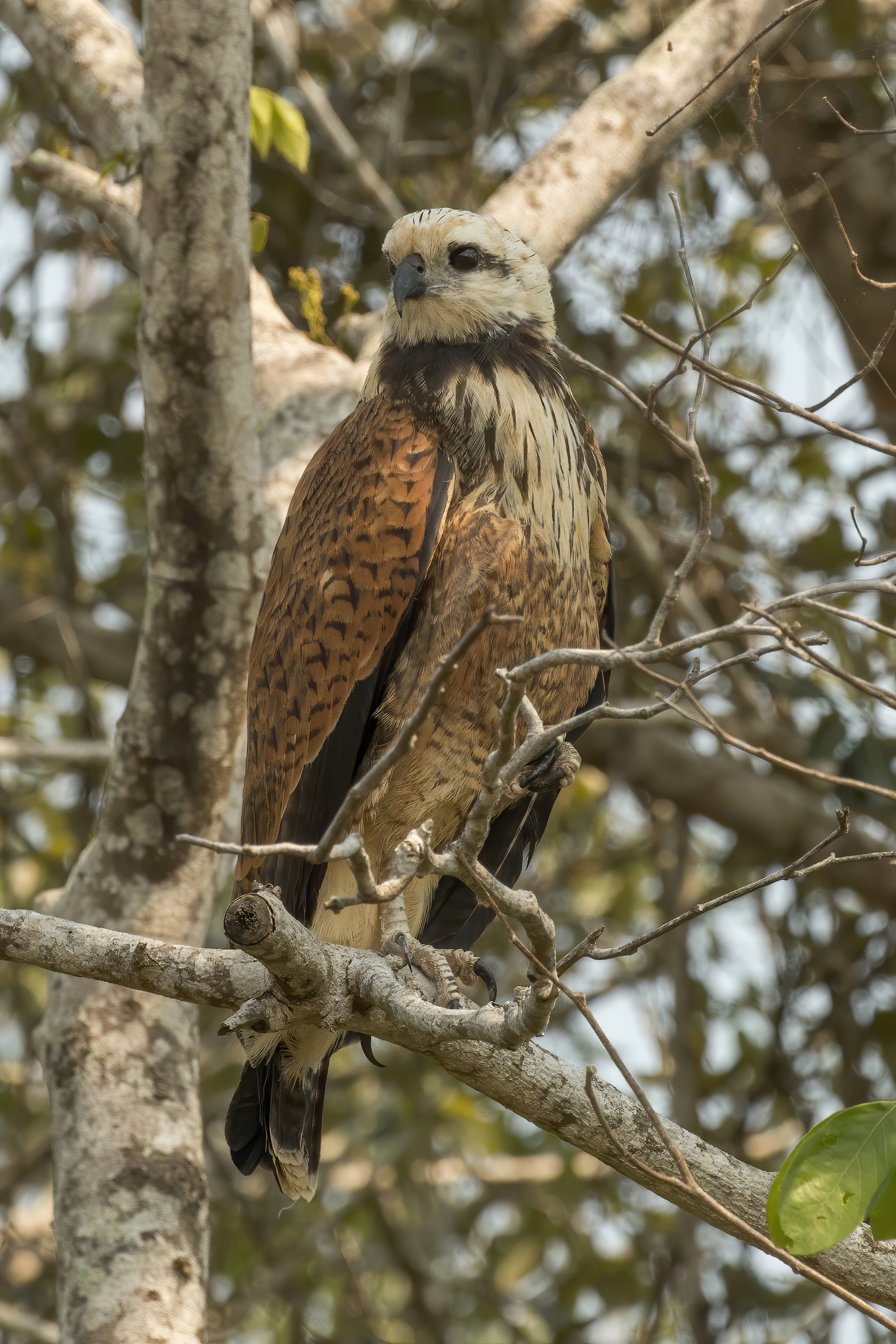
Молодий канюк-рибалка (штат Мату-Гросу-ду-Сул, Бразилія)

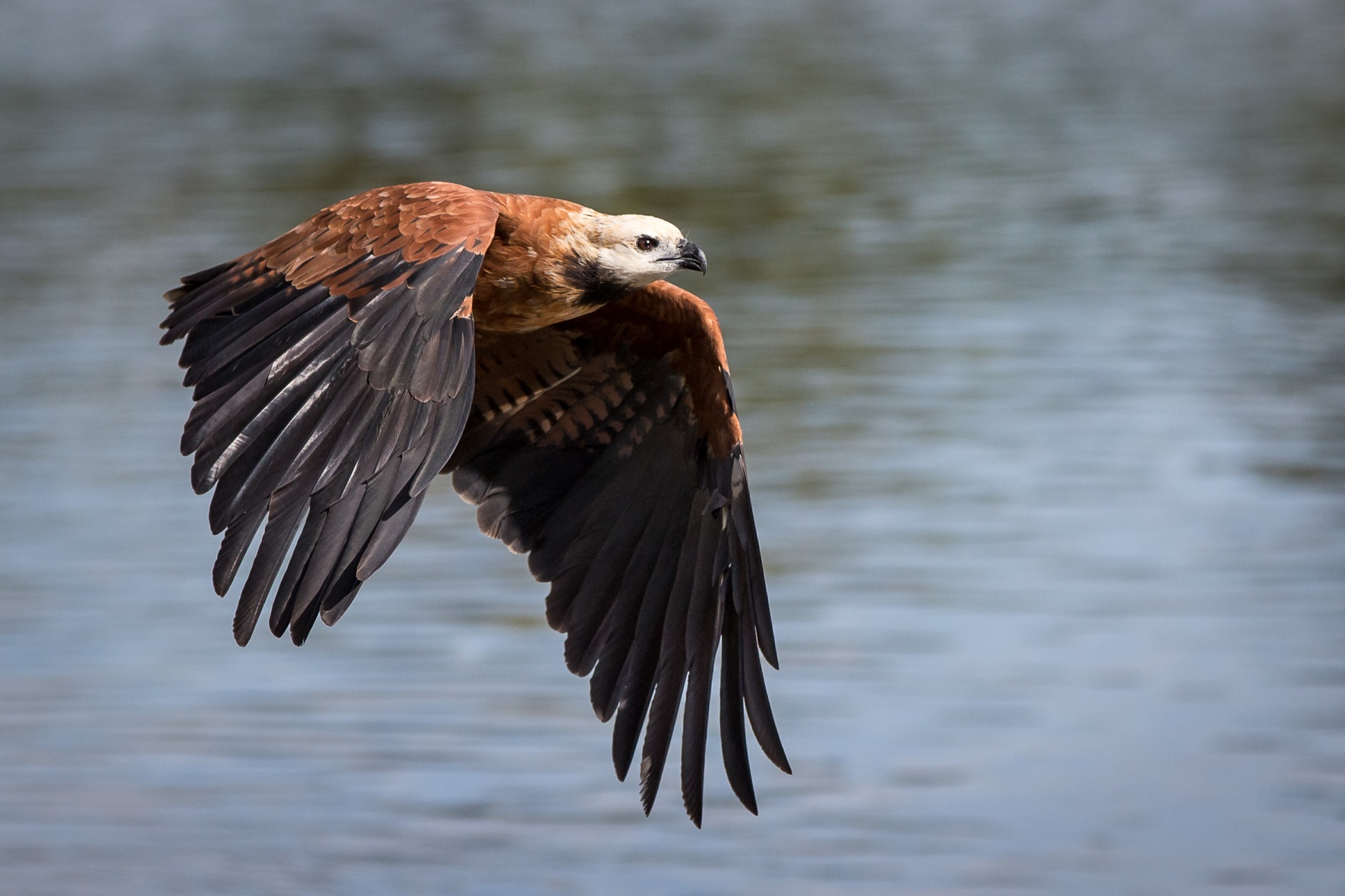
Канюк-рибалка в польоті (штат Мату-Гросу-ду-Сул, Бразилія)

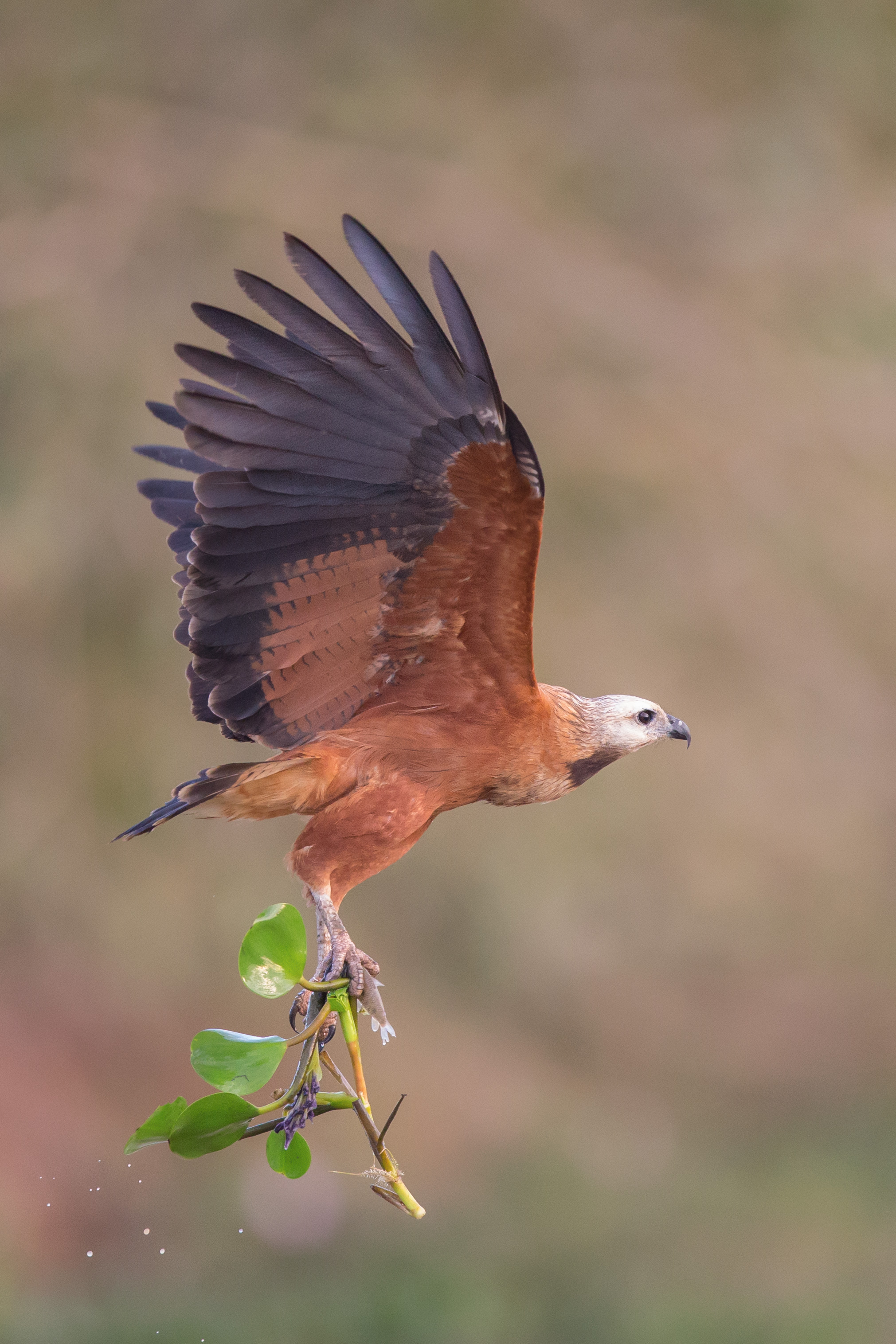
Канюк-рибалка в польоті

Довжина птаха становить 45,5-48 см, розмах крил 115-143 см, самці важать 391-717 г, самиці 580-829 г. Голова відносно невелика, крила довгі, дуже широкі, округлі з виступаючими другорядними маховими перами, хвіст короткий, часто розкривається віялом. Самиці є більшими за самців на 6-15%, однак забарвлення у них не відрізняється.
У дорослих птахів верхня частина тіла переважно рудувато-коричнева, нижня частина тіла дещо світліша. Голова контрастно кремова або біла, на передній частині шиї є чорний "напівкомір". Пера на тімені і шиї мають чорні стрижні. Спина, плечі і верхні покривні пера крил поцятковані більш широкими чорними смужками. Першорядні махові пера чорні, другорядні махові пера рудувато-коричневі, поцятковані темними смугами, на кінці у них широка чорна смуга. Стернові пера на кінці мають широку чорну смугу, кінчики у них білі. Раййдужки червонувато-карі, восковиця чорнувато-сіра, лапи сизуваті або блідо-тілесного кольору.
У молодих птахів голова більш темна, охриста, "комір" на шиї у них менш чіткий і більш широкий. Верхня частина тіла тьмяно-рудувато-коричнева, спина і верхні покривні пера крил сильно поцятковані чорнуватими смугами. Нижня частина тіла коричнювато-охриста, груди легко поцятковані темними плямами, живіт коричнюватий, поцяткований темними поперечними смугами. На другому році життя забарвлення молодих птахів більш подібне до забарвлення дорослих птахів, однак нижня частина тіла і крила у них все ще плямисті, стегна поцятковані темними смугами. а темна смуги на хвості більш вузька.
Канюки-рибалки відрізняються від інших канюків колючими ступнями і пальцями, а також дуже вигнутими кігтями, що нагадують пазурі скопи. Однак, на відміну від скопи, оперення канюків-рибалок не водонепроникне, так що птахам, що занрилися у воду, потрібно довго сушити своє пір'я.

## Підвиди
Виділяють два підвиди:
- B. n. nigricollis (Latham, 1790) — від Мексики до Болівії і південної Бразилії;
- B. n. leucocephalus (Vieillot, 1816) — східна Болівія, південна Бразилія, Парагвай, північна Аргентина і північний Уругвай.

## Поширення і екологія
Канюки-рибалки поширені від південної Мексики через Центральну Америку до більшої частини Південної Америки на схід від Анд. Вони живуть на берегах прісноводних і солонуватих водойм, в тропічних лісах і лісових масивах, в мангрових лісах, на болотах і рисових полях, на заболочених річкових островах в Амазонії, на висоті до 500 м над рівнем моря, іноді на висоті до 1500 м над рівнем моря. Цим птахам необхідна наявність стоячих водойм або затонів з повільною течією, на поверхні яких часто плаває рослинність.
Канюки-рибалки живляться переважно рибою, а також амфібіями, пташенятами, равликами або великими комахами, такими як водні клопи Belostomatidae. Іноді вони полюють також на дрібних ссавців, птахів або ящірок, а одного разу науковці спостерігали, як птах вполював парагвайського каймана дожиною 40 см. Більшість часу канюки-рибалки проводять, сидячи на нависаючій гілці або стовпі над водою. Вони пікірують на коротку відстань і хапають лапами здобич, яка знаходиться на мілководді або серед плаваючої рослинності. Пісця цього канюки-рибалки перелітають на інше сідало, яке знаходиться за 100-300 м від води. Полювання птахів є вдалим у 57% випадів.
Сезон розмноження у канюків-рибалок в Суринамі триває з червня по грудень, в Гаяні і Колумбії починаючи з квітня, в Парагваї і північній Аргентині з серпня-вересня. Гніздо являє собою пласку платформу, зроблену з гілок і покриву свіжим листям. Воно розміщується на високих деревах, на висоті 12-15 м над землею, часто поблизу водойми, іноді використовується повторно протягом кількох років. В кладці 1-2 яйця.